# Neilia Hunter Biden
Neilia Hunter Biden (Skaneateles, New York, 1942. július 28. – Wilmington, 1972. december 18.) amerikai tanár és Joe Biden első felesége. Autóbalesetben vesztette életét 1972-ben kislányával, Amy-vel. Két fia, Beau és Hunter súlyosan megsérült, de életben maradt.

## Fiatalkora, tanulmányai
Neilia Hunter 1942. július 28-án született Skaneatelesben, New York államban Robert Hunter (1914–1991) és Louise (szül. Basel) Hunter gyermekeként. A Pennsylvania-i Penn Hall középiskolába járt. Aktív tagja volt az iskola francia klubjának, jégkorong csapatának és a diáktanácsnak. Középiskolai tanulmányait követően a Syracuse-i Egyetemen tanult, majd a Syracuse City School District tanára lett. Rokoni kapcsolatban áll Auburn városi tanácsosával, Robert Hunterrel.

## Házassága
Joe Biden-nel a Bahama-szigetek fővárosában, Nassauban találkozott, aki szintén ott töltötte a tavaszi szünetet. Röviddel ezután Biden Syracuse-ba költözött, ahol a jogi egyetemre járt  A pár 1966. augusztus 27-én házasodott össze. Az esküvő után a Delaware-i Wilmingtonba költöztek, ahol Biden a New Castle megyei Tanácsnál kapott állást. A házaspárnak három gyermeke született: Joseph Robinette "Beau", Robert Hunter és Naomi. Míg Joe Biden a veterán republikánus politikus, J. Caleb Boggs ellen kampányolt a szenátori székért, Neilia volt a legközelebbi tanácsadója. A The News Journal szerint Neilia volt Biden kampányának "agya".

## Halála
1972. december 18-án, röviddel azután, hogy férjét amerikai szenátornak választották, Neilia három gyermekével, Amyvel, Beau-val és Hunterrel karácsonyfát ment vásárolni. Neilia nyugat felé haladt autójával a vidéki Valley Road mentén Hockessinben, majd a Delaware 7-es út (Limestone Road) kereszteződéséhez érkezett, ahol megállt. Amint befordult az utcába, autóját eltalálta egy észak felé tartó kamion. A rendőrség megállapította, hogy feltehetőleg másfelé nézett, s így nem vette észre a szembejövő teherautót. Neilia-t és három gyermekét a Wilmington General Hospital-ba vitték. Neilia és Amy érkezéskor meghaltak, de két fia súlyos sérülésekkel életben maradt. Biden abban a kórházban tette le szenátusi esküjét, ahol fiait kezelték.

## Öröksége
2015-ben a Yale Egyetemen tartott beszédében Biden így emlékezett meg feleségéről: „Hat héttel a megválasztásom után az egész világom örökre megváltozott. Mialatt Washingtonban alkalmazottakat vettem fel, kaptam egy telefonhívást. A feleségem és három gyermekem karácsonyi vásárlást folytatott, amikor egy kamion eltalálta őket megölve feleségemet és a lányomat. És nem volt biztos az sem, hogy a fiaim élnek-e.”
Emlékére New Castle megye külvárosi részén, Wilmington városán kívül a Neilia Hunter Biden Park viseli nevét. Az Auburn-i Cayuga Community College, ahol Neilia édesapja hosszú évekig vezette az étkeztetési szolgáltatást, évente két friss diplomás számára adományozza a Neilia Hunter Biden-díjat, egyet az újságírásért és egyet az angol irodalomért. A díj első nyertesei között volt William (Bill) Fulton, aki később a kaliforniai Ventura polgármestere lett.

## Fordítás
- Ez a szócikk részben vagy egészben  a   Neilia Hunter című angol Wikipédia-szócikk ezen változatának fordításán alapul.  Az eredeti cikk szerkesztőit annak laptörténete sorolja fel. Ez a jelzés csupán a megfogalmazás eredetét és a szerzői jogokat jelzi, nem szolgál a cikkben szereplő információk forrásmegjelöléseként.